# Finse luchtmacht
De Finse luchtmacht (Fins: Ilmavoimat, Zweeds: Flygvapnet) is een onderdeel van de Finse strijdkrachten. De oprichtingsdatum van het krijgsmachtonderdeel is 6 maart 1918. Het motto van de Finse luchtmacht is Qualitas Potentia Nostra (kwaliteit is onze kracht).
De Finse luchtmacht heeft de verantwoordelijkheid voor de verdediging en controle van het Finse luchtruim. Als secundaire taak ondersteunt de luchtmacht andere Finse overheden en neemt ze deel aan crisisbeheersing.

## Geschiedenis

### Het begin

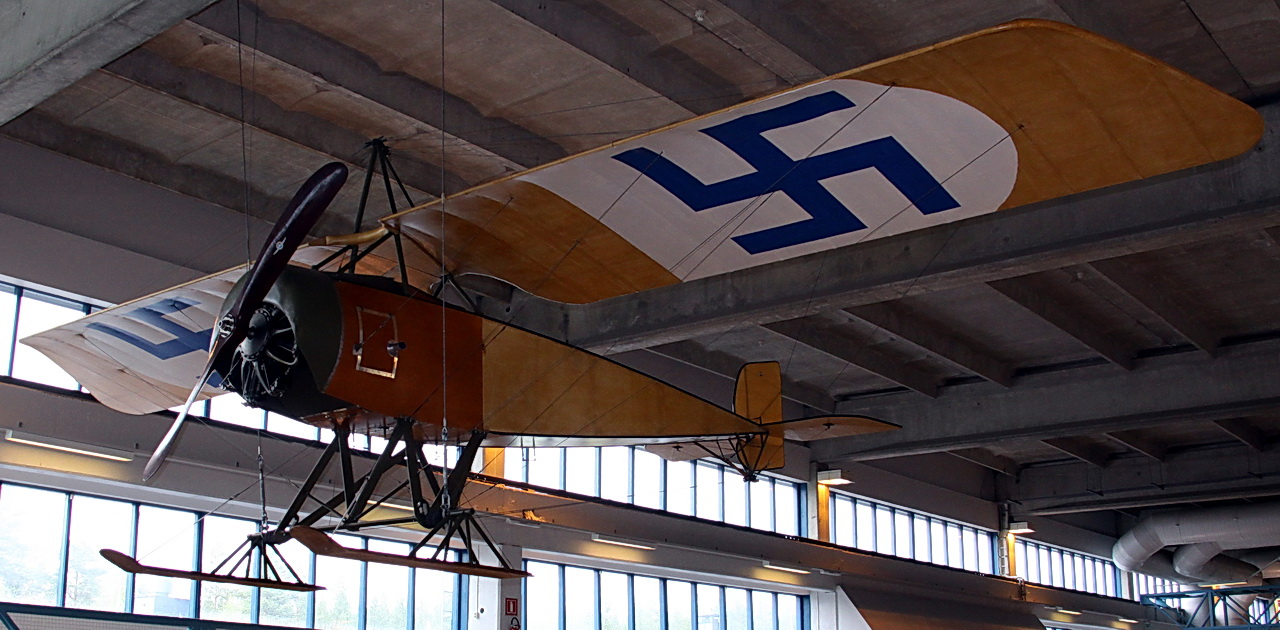
Een replica van een Thulin type D in het Museum van de Finse Luchtmacht (Suomen Ilmavoimamuseo)

De militaire luchtvaart op Fins grondgebied werd voor de onafhankelijkheid van de staat Finland uitgevoerd door de Russische Keizerlijke Luchtmacht.
Op 6 december 1917, kort na de Oktoberrevolutie in Rusland, verklaarde Finland zich onafhankelijk. De daaropvolgende Finse Burgeroorlog met zijn vijandelijkheden tussen de Finse Rode Garde en de contrarevolutionaire krachten, ook wel de Witten genoemd, gaf de aanzet voor de ontwikkeling van een Finse militaire luchtmacht. Vaasa was in die periode de hoofdstad van de Witten.
Begin 1918 ontvingen de Witten vliegtuigen vanuit Zweden. Het eerste vliegtuig dat Finland eind februari 1918 bereikte was een NAB Type 9 Albatros, een verkennings- en trainingsvliegtuig; dit toestel strandde door pech in Jakobstad, en kwam daardoor niet als eerste vliegtuig in de hoofdstad aan. Het eerste vliegtuig dat in de hoofdstad Vaasa arriveerde was een Thulin type D verkenningsvliegtuig. Het kwam daar op 6 maart 1918 aan, en deze datum wordt gezien als het ontstaansmoment van de Finse luchtmacht.

### Twintiger en dertiger jaren

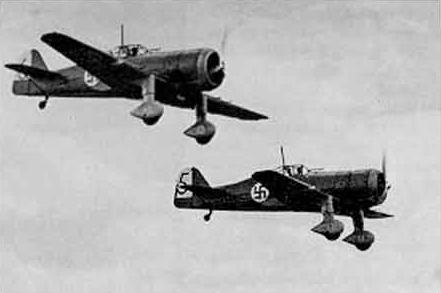
Fokker D.XXI’s tijdens de Tweede Wereldoorlog

In de jaren twintig legde de Finse luchtmacht de nadruk op de maritieme luchtvaart. In de jaren dertig verlegde de luchtmacht haar focus naar vliegtuigen op het land. 
Toen de dreiging van een oorlog duidelijk werd, startte de Finse luchtmacht in 1936 een uitgebreid programma om de luchtmacht te moderniseren. In de loop van dit programma verwierf de luchtmacht Fokker D.XXI-jagers, Fokker C.X-verkenners en lichte bommenwerpers van het type Bristol Blenheim.

### Winteroorlog (1939-1940)
Bij het uitbreken van de Winteroorlog tussen Finland en de Sovjet-Unie op 30 september 1939 telde de Finse luchtmacht 114 vliegtuigen, waaronder 42 Fokker D.XXI-jagers, 15 Bristol Bulldog-jagers en 18 Bristol Blenheim-bommenwerpers.
Geconfronteerd met een vijandelijke overmacht concentreerden de Finse piloten zich op het vernietigen van bommenwerpers.  Slechts als dat echt nodig was ging men het gevecht aan met vijandelijke jagers. Luitenant Jorma Sarvanto behaalde 13 luchtoverwinningen. Op 6 januari 1940 schoot hij zes Iljoesjin DB-3 bommenwerpers neer tijdens een luchtgevecht dat slechts 5 minuten duurde.
Gedurende de Winteroorlog kwam er meer steun: Groot-Brittannië stuurde 30 Gloster Gladiator-tweedekkers, de Fransen leverden 30 Morane-Saulnier MS 406-eendekkers en Zuid-Afrika schonk 29 Gauntlets (de voorganger van de Gladiator). Verder bestelde men Italiaanse Fiat G.50-eendekkers, Amerikaanse Brewster B-239's en Hawker Hurricanes. Op 12 maart 1940 kwam met de Vrede van Moskou een einde aan de Winteroorlog.

### Vervolgoorlog (1941-1944)

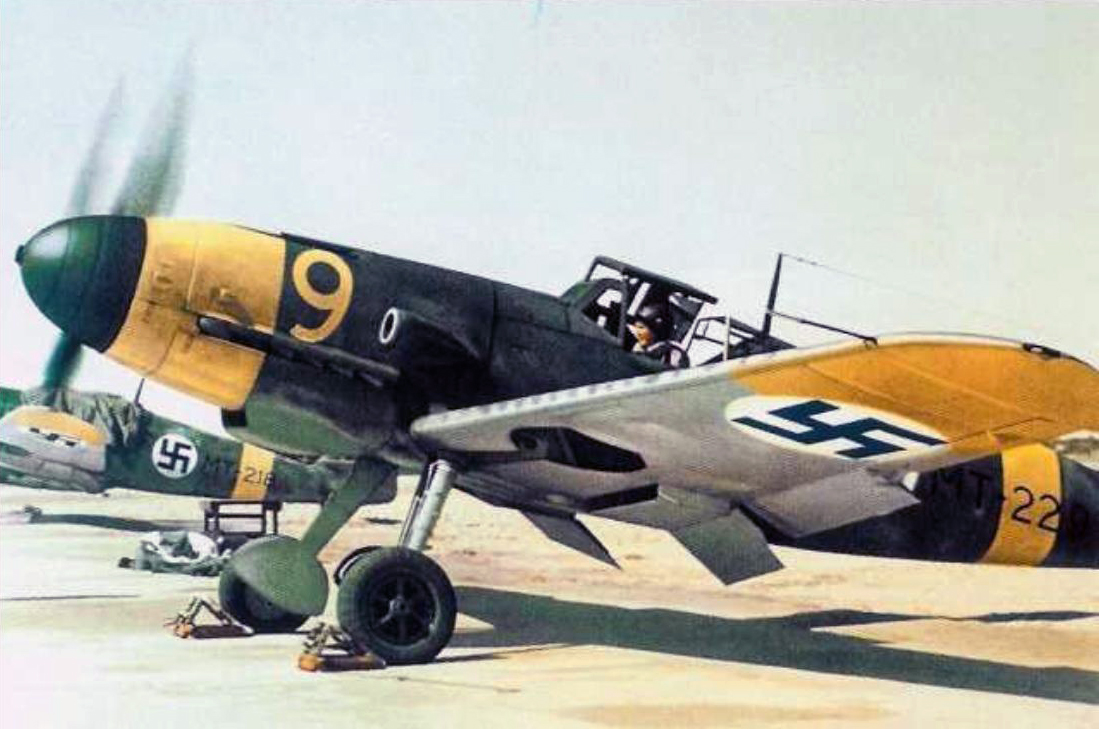
Juni 1943: Een Finse Messerschmitt Bf 109 G-2 op vliegveld Helsinki-Malmi.

Na een korte vrede vielen de Finnen op 25 juni 1941 de Sovjet-Unie binnen, tegelijkertijd met de Duitsers. In het begin van deze Vervolgoorlog telde de Finse Luchtmacht ongeveer 120 jagers.
Tijdens de eerste fase van de campagne bereikte de Finse Luchtmacht superioriteit in de lucht, en in het bijzonder blonk de Brewster B-239 uit tegen de Polikarpov I-16 en Polikarpov I-153. Vanaf 1943 werd overgegaan tot de aanschaf van moderner materiaal zoals de Messerschmitt Bf 109, de Dornier Do 17 en de Junkers Ju 88. De vervolgoorlog eindigde in september 1944 met een wapenstilstand.

### Laplandoorlog (1944-1945)
De wapenstilstand die werd getekend tussen Finland en de Sovjet-Unie voorzag in een verregaande demilitarisering van de Finse strijdkrachten, een andere voorwaarde was de verdrijving van alle Duitse troepen uit Finland. De weigering van de Duitse troepen het land vrijwillig te verlaten leidde tot de Laplandoorlog. De Finse luchtmacht vocht nu tegen haar voormalige bondgenoot, de Duitse Luftwaffe. Dit duurde tot april 1945.

### Na de Tweede Wereldoorlog

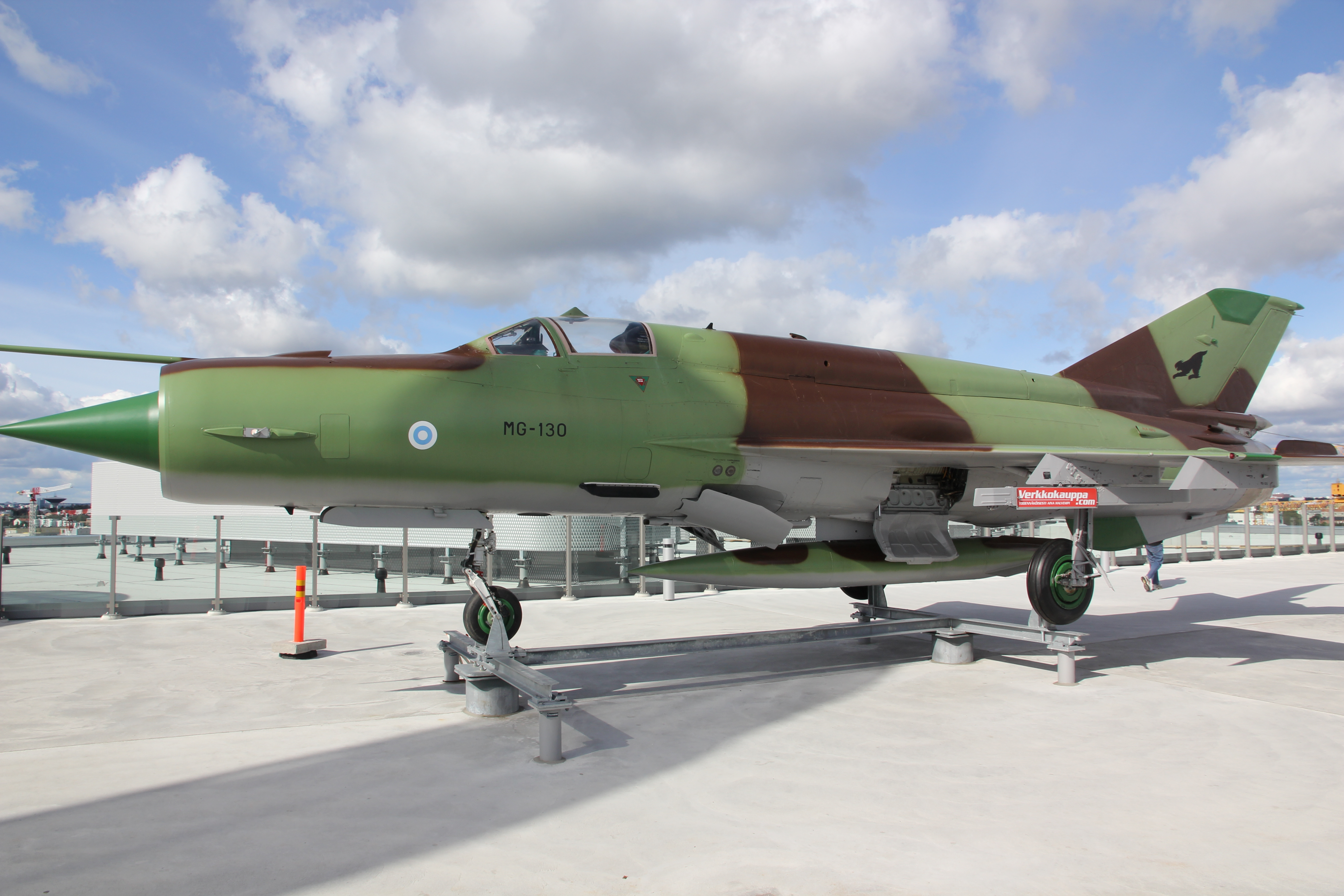
Een MiG-21bis van de Finse luchtmacht

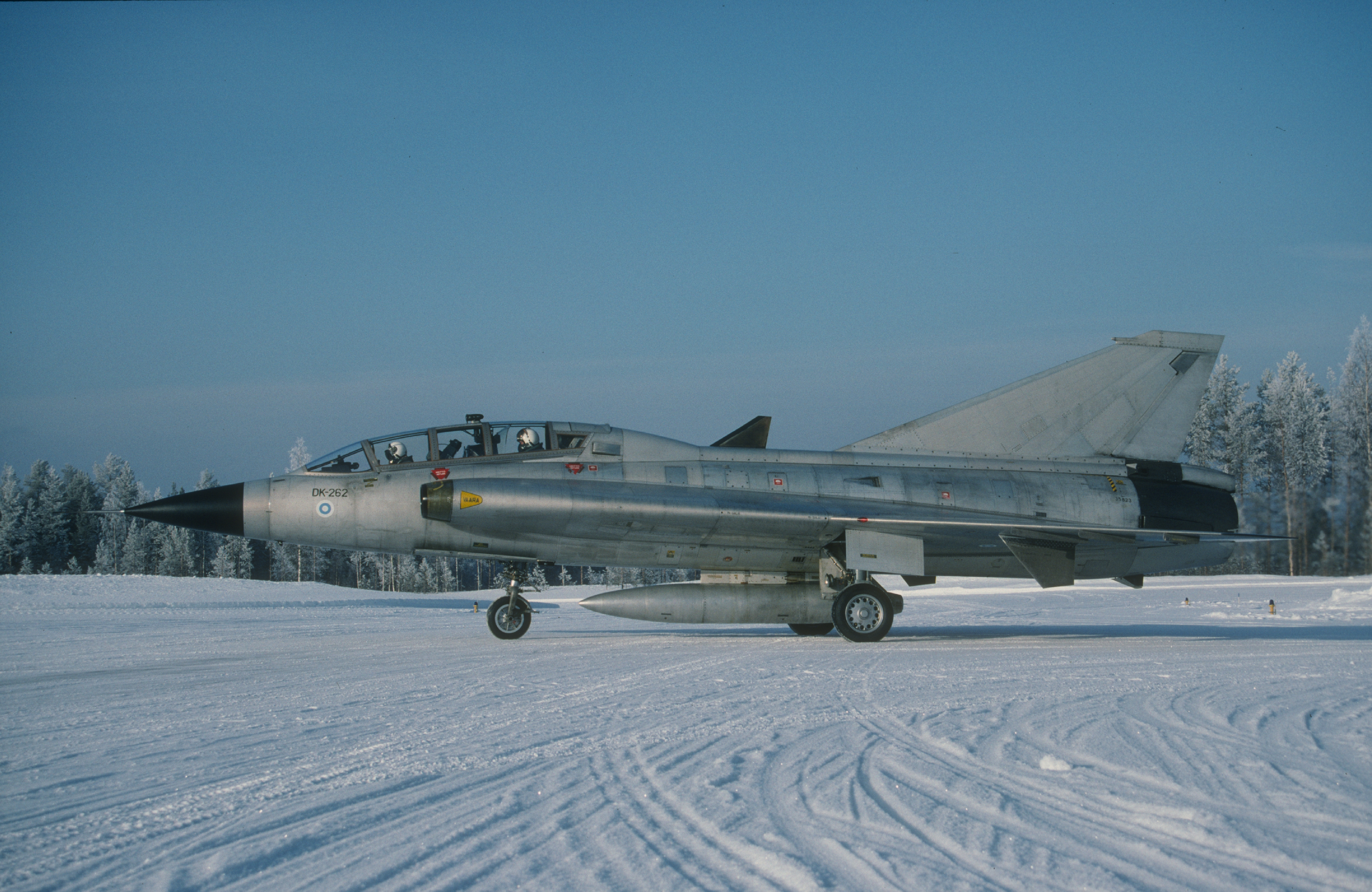
Een Saab Draken van de Finse luchtmacht

In 1947 tekende Finland het vredesakkoord van Parijs dat de omvang van de luchtmacht beperkte. De Finse luchtmacht mocht over niet meer dan 60 gevechtsvliegtuigen beschikken en geen vliegtuigen met interne bommenruimen in dienst hebben.
Tot de ineenstorting van de Sovjet-Unie waren zowel westerse als Sovjetvliegtuigen (bijvoorbeeld MiG-21, Saab 35 Draken, BAe Hawk) in gebruik. Sinds de jaren negentig zijn de Sovjetvliegtuigen in toenemende mate vervangen door westers materiaal, zoals de F/A-18 Hornet en het EADS CASA C-295 transportvliegtuig.
De helikopteroperaties, sinds de jaren zestig de verantwoordelijkheid van de luchtmacht,  zijn in de jaren negentig ondergebracht bij het Finse leger.
December 2021 deelde het Finse ministerie van Defensie mee dat er 64 exemplaren van de F-35 Lightning II zijn besteld, deze toestellen zullen de Hornets op termijn vervangen.

## Symbolen van Finse luchtmacht

Het insigne van de Finse luchtmacht 1918–1945.

Het insigne van de Finse luchtmacht vanaf 1945.

Het eerste vliegtuig van de Finse luchtmacht was een geschenk van de Zweedse graaf Eric von Rosen. Het persoonlijke gelukssymbool van de graaf – een blauwe swastika – was op de vleugels van het toestel geschilderd. 
Dit symbool was tot in het jaar 1945 het nationale insigne voor alle vliegtuigen van de Finse luchtmacht. Na 1 april 1945 werd, op aandringen van de geallieerden, de swastika vervangen door een blauw-witte kokarde.
De swastika bleef na 1945 in gebruik voor onderscheidingen en emblemen van eenheden van de luchtmacht. Het embleem van het Air Force Command, waarop een swastika en een paar vleugels stond, is in 2017 veranderd in een embleem met een steenarend in een cirkel van vleugels. Volgens een woordvoerder van de Finse luchtmacht, leidde het gebruik van de swastika van tijd tot tijd tot misverstanden.

## Inventaris
| Vliegtuig          | Herkomst            | Type                                                                               | In dienst      | Versies                                           |                |
| Jachtvliegtuig     | Jachtvliegtuig      | Jachtvliegtuig                                                                     | Jachtvliegtuig | Jachtvliegtuig                                    | Jachtvliegtuig |
| ------------------ | ------------------- | ---------------------------------------------------------------------------------- | -------------- | ------------------------------------------------- | -------------- |
| F/A-18 Hornet      | Verenigde Staten    | Multirole jachtbommenwerper (wordt op termijn vervangen door de F-35 Lightning II) | 55             | F/A-18C                                           |                |
| Transportvliegtuig |                     |                                                                                    |                |                                                   |                |
| EADS CASA C-295    | Europese Unie       | Transportvliegtuig                                                                 | 3              | Een exemplaar is voor elektronische oorlogvoering |                |
| Learjet 35         | Verenigde Staten    | Transportvliegtuig                                                                 | 3              | Learjet 35A en Learjet 35R.                       |                |
| Pilatus PC-12      | Zwitserland         | Transportvliegtuig                                                                 | 6              | PC-12NG                                           |                |
| Lesvliegtuig       |                     |                                                                                    |                |                                                   |                |
| BAe Hawk           | Verenigd Koninkrijk | Lesvliegtuig                                                                       | 37             | Hawk Mk-51A en Mk-66                              |                |
| F/A-18 Hornet      | Verenigde Staten    | Lesvliegtuig                                                                       | 7              | F/A-18D                                           |                |
| Grob G 115         | Duitsland           | Lesvliegtuig                                                                       | 28             | Grob G 115E                                       |                |

Finland neemt deel aan de Heavy Airlift Wing en heeft daardoor beschikking tot drie C-17 Globemaster III transportvliegtuigen vanuit Hongarije.

## Luchtmachtbases
Het hoofdkwartier van van de Finse Luchtmacht is verantwoordelijk voor de leiding van de Finse luchtverdediging en bevindt zich in Jyväskylä-Tikkakoski.
De belangrijkste bases van de Finse Luchtmacht zijn:
- luchtmachtbasis Rovaniemi van de Lapland Air Wing
- luchtmachtbasis Rissala van de Karelia Air Wing,
- luchtmachtbasis Pirkkala van de Satakunta Wing
- luchtmachtbasis Jyväskylä-Tikkakoski van de Air Force Academy

Normaliter bevinden de vliegtuigen zich op een van deze bases.
In geval van een verhoogde staat van paraatheid kunnen de vliegtuigen ook opereren vanaf andere bases of vanaf de weg, bijvoorbeeld vanaf een snelweg-noodvliegveld.